# Gymnastique aux Jeux olympiques d'été de 1936
Navigation
Los Angeles 1932 Londres 1948
Aux Jeux olympiques de 1936, une discipline de gymnastique est au programme : la gymnastique artistique. Pour les femmes, il n'y a qu'une compétition par équipes.

## Tableau des médailles
| Rang  | Pays            | Médaille d'or | Médaille d'argent | Médaille de bronze | Total |
| 1     | Allemagne       | 6             | 1                 | 6                  | 13    |
| 2     | Suisse          | 1             | 6                 | 2                  | 9     |
| 3     | Tchécoslovaquie | 1             | 1                 | 0                  | 2     |
| 4     | Finlande        | 1             | 0                 | 1                  | 2     |
| 5     | Yougoslavie     | 0             | 1                 | 0                  | 1     |
| 6     | Hongrie         | 0             | 0                 | 1                  | 1     |
| Total | Total           | 9             | 9                 | 10                 | 28    |

## Résultats hommes

### Concours général par équipes hommes
| Médaille                            | Nom | Pays      | Points  |
| ----------------------------------- | --- | --------- | ------- |
| Médaille d'or, Jeux olympiques      | Alfred Schwarzmann Konrad Frey Matthias Volz Willi Stadel Franz Beckert Walter Steffens Innozenz Stangl Ernst Winter                      | Allemagne | 657.430 |
| Médaille d'argent, Jeux olympiques  | Eugen Mack Michael Reusch Eduard Steinemann Walter Bach Albert Bachmann Georges Miez Josef Walter Walter Beck                             | Suisse    | 654.802 |
| Médaille de bronze, Jeux olympiques | Martti Uosikkinen Heikki Savolainen Mauri Nyberg-Noroma Aleksanteri Saarvala Esa Seeste Veikko Pakarinen Einari Teräsvirta Eino Tukiainen | Finlande  | 638.468 |

### Concours général individuel hommes
| Médaille                            | Nom                | Pays      | Points  |
| ----------------------------------- | ------------------ | --------- | ------- |
| Médaille d'or, Jeux olympiques      | Alfred Schwarzmann | Allemagne | 113.100 |
| Médaille d'argent, Jeux olympiques  | Eugen Mack         | Suisse    | 112.334 |
| Médaille de bronze, Jeux olympiques | Konrad Frey        | Allemagne | 111.532 |

### Finales par engins

#### Sol hommes
| Médaille                            | Nom                    | Pays             | Points |
| ----------------------------------- | ---------------------- | ---------------- | ------ |
| Médaille d'or, Jeux olympiques      | Georges Miez           | Suisse           | 18.666 |
| Médaille d'argent, Jeux olympiques  | Josef Walter           | Suisse           | 18.500 |
| Médaille de bronze, Jeux olympiques | Konrad Frey Eugen Mack | Allemagne Suisse | 18.466 |

#### Cheval d'arçons hommes
| Médaille                            | Nom             | Pays      | Points |
| ----------------------------------- | --------------- | --------- | ------ |
| Médaille d'or, Jeux olympiques      | Konrad Frey     | Allemagne | 19.333 |
| Médaille d'argent, Jeux olympiques  | Eugen Mack      | Suisse    | 19.167 |
| Médaille de bronze, Jeux olympiques | Albert Bachmann | Suisse    | 19.067 |

#### Anneaux hommes
| Médaille                            | Nom           | Pays            | Points |
| ----------------------------------- | ------------- | --------------- | ------ |
| Médaille d'or, Jeux olympiques      | Alois Hudec   | Tchécoslovaquie | 19.433 |
| Médaille d'argent, Jeux olympiques  | Leon Štukelj  | Yougoslavie     | 18.867 |
| Médaille de bronze, Jeux olympiques | Matthias Volz | Allemagne       | 18.667 |

#### Saut hommes
| Médaille                            | Nom                | Pays      | Points |
| ----------------------------------- | ------------------ | --------- | ------ |
| Médaille d'or, Jeux olympiques      | Alfred Schwarzmann | Allemagne | 19.200 |
| Médaille d'argent, Jeux olympiques  | Eugen Mack         | Suisse    | 18.967 |
| Médaille de bronze, Jeux olympiques | Matthias Volz      | Allemagne | 18.467 |

#### Barres parallèles hommes
| Médaille                            | Nom                | Pays      | Points |
| ----------------------------------- | ------------------ | --------- | ------ |
| Médaille d'or, Jeux olympiques      | Konrad Frey        | Allemagne | 19.067 |
| Médaille d'argent, Jeux olympiques  | Michael Reusch     | Suisse    | 19.034 |
| Médaille de bronze, Jeux olympiques | Alfred Schwarzmann | Allemagne | 18.967 |

#### Barre fixe hommes
| Médaille                            | Nom                  | Pays      | Points |
| ----------------------------------- | -------------------- | --------- | ------ |
| Médaille d'or, Jeux olympiques      | Aleksanteri Saarvala | Finlande  | 19.367 |
| Médaille d'argent, Jeux olympiques  | Konrad Frey          | Allemagne | 19.267 |
| Médaille de bronze, Jeux olympiques | Alfred Schwarzmann   | Allemagne | 19.233 |

## Résultats femmes

### Concours général par équipes femmes
| Médaille                            | Nom | Pays            | Points  |
| ----------------------------------- | --- | --------------- | ------- |
| Médaille d'or, Jeux olympiques      | Gertrud Meyer Erna Bürger Käthe Sohnemann Isolde Frölian Anita Bärwirth Paula Pöhlsen Friedl Iby Julie Schmitt                        | Allemagne       | 506.500 |
| Médaille d'argent, Jeux olympiques  | Vlasta Foltová Vlasta Děkanová Zdeňka Veřmiřovská Matylda Pálfyová Anna Hrebrinova Bozena Dobesová Marie Vetrovská Jaroslava Bajerová | Tchécoslovaquie | 503.600 |
| Médaille de bronze, Jeux olympiques | Margit Csillik Judit Tóth Margit Nagy Gabriella Mészáros Eszter Voit Olga Törös Ilona Madary Margit Kalocsai                          | Hongrie         | 499.000 |